# Бараци
Бараци (болг. Бараци) — село в Болгарии. Находится в Кырджалийской области, входит в общину Крумовград. Население составляет 174 человека.

## Политическая ситуация
В местном кметстве Ковил, в состав которого входит Бараци, должность кмета (старосты) исполняет Басри Ибрям Омар (Движение за права и свободы (ДПС)) по результатам выборов.
Кмет (мэр) общины Крумовград — Себихан Керим Мехмед (Движение за права и свободы (ДПС)) по результатам выборов.